# Diaphus dumerilii
Diaphus dumerilii es una especie de pez linterna perteneciente al género Diaphus,  de la subfamilia Lampanyctinae. Fue descrita por Bleeker en 1856.
Especie inofensiva para el ser humano.

## Descripción
Longitud total de 9,5 centímetros. Vive aproximadamente un año.

## Distribución y hábitat
Se distribuye por las islas Canarias, Irlanda y áreas tropicales. Reportado en América del Sur. Puede alcanzar profundidades de 805 metros, con un promedio de 450-500 metros.